# Hercus tibialis
Hercus tibialis är en stekelart som beskrevs av Dmitriy R. Kasparyan 1994. Hercus tibialis ingår i släktet Hercus och familjen brokparasitsteklar. Inga underarter finns listade i Catalogue of Life.